# Zacualpan, Veracruz
Zacualpan là một đô thị thuộc bang Veracruz, México. Năm 2005, dân số của đô thị này là 6717 người.